# Andrei Shidlovsky
Andrei Borissowitsch Chidlovsky (em russo:  Андрей Борисович Шидловский; Alatyr, 13 de agosto de 1915 – Moscou, 23 de março de 2007) foi um matemático russo, que trabalhou com teoria dos números.
Chidlovsky provém de uma família nobre empobrecida. Frequentou a escola em Ulianovsk, depois em Moscou em uma escola técnica, trabalhando depois em uma tornearia. Em 1934 foi trabalhador braçal na construção do Metro de Moscou. Estudou a partir de na Universidade Estatal de Moscou. Em 1941 alistou-se como voluntário no exército, trabalhando como cartografista na região de Briansk, comandando mais tarde uma unidade de artilharia no front chinês. Estudou depois na Universidade Estatal de Moscou onde obteve o grau de Candidato de Ciências (doutorado), orientado por Alexander Gelfond. A partir de 1955, por iniciativa de Aleksandr Khinchin foi docente na Universidade Estatal de Moscou, onde obteve o grau de Doktor nauk (habilitação) e tornou-se professor em 1960. Após a morte de Gelfond em 1968 foi até 2002 catedrático de teoria dos números.
Foi palestrante convidado do Congresso Internacional de Matemáticos em Moscou (1966).
Dentre seus doutorandos consta Yuri Valentinovich Nesterenko.